# Світ (двотижневник)
Світ (пол. Świat) — ілюстрований літературно-художній двотижневик, що видавався у Кракові Сигізмундом Сарнецьким у 1888–1892 та 1893–1895 роках.
Друкувався в друкарні Вацлава Анчіци — сина відомого польського драматурга та публіциста Владислава Людвіка Анчіца .
Серед інших у двотижневику друкували свої твори Казімеж Пшерва-Тетмаєр, Ян Каспровіч, Зенон Пшесмицький, Антоні Ланге та Луціан Ридель. У 1892 році журнал видавав у Львові польський драматур та прозаїк Ігнатій Нікорович.
«Świat» першив у Польщі опублікував кольорові репродукції творів мистецтва, в тому числі Гротгера і Матейко.